# 지능
지능(智能, 영어: intelligence)은 인간의 지적 능력을 말하는 단어이다. 지능은 심리학적으로 새로운 대상이나 상황에 부딪혀 그 의미를 이해하고 합리적인 적응 방법을 알아내는 지적 활동의 능력으로 정의할 수 있다. IQ(Intelligence Quotient)보다 더 포괄적인 개념이다.

## 일반적인 공통정의
많은 연구자들이 제시한 지능의 정의는 아래와 같은 공통점을 지닌다.
- 지능은 적응적(adaptive)이다. 지능은 다양한 상황과 문제에 융통성을 갖고 반응하는 데 사용된다.
- 지능은 학습능력(learning ability)과 관련이 있다. 특별한 영역에 지적인 능력을 가진 사람은 그렇지 아니한 사람보다 더 신속하게 새로운 정보를 처리할 수 있다.
- 지능은 새로운 상황을 효과적으로 분석하고 이해하기 위해 선행지식을 활용(use of prior knowledge)하는 것이다.
- 지능은 여러 가지 다른 정신 과정들의 복잡한 상호작용과 조정을 포괄한다.
- 지능은 문화특수적(cultural specific)이다. 한 문화에서 지적인 행동이 반드시 다른 문화에서 지적인 행동으로 간주될 필연성을 갖지 아니한다. 즉, 지능은 보편적이지 아니하다.
- 지성은 감정과는 독립하여 사고하는 기능이다.[8]

지능은 학업 성취와 같은 개인이 실제로 학습한 것과는 다르다. 다만 지능의 지적인 사고와 지적인 행동은 사전지식에 달려있다. 일반적으로 세상사에 대한 지식이 많고 수행에 필요한 구체적인 지식이 많은 자일수록 더 지적으로 행동할 가능성이 크다. 따라서 지능은 반드시 영구적이고 변하지 아니하는 특성이라고 볼 수 없다. 지능은 경험과 학습을 통해 변화될 수 있다.

## 지능에 대한 이론적 관점
어떤 심리학자들은 지능이 단일하고 다양한 영역에 적용되는 일반능력이라고 주장하는 반면, 또 다른 학자들은 과제에 따라 사람의 지적 능력이 다르다는 증거를 내세우기도 한다. 이러한 것을 바탕으로 지금까지 지능에 대한 많은 이론적 관점이 제기되어 왔으나, 어떤 것이 확실한지 확정할 수는 없는 상황이다.

### 스피어만의g[10]요인설

스피어만의 2요인 지능이론

스피어만(Charles Edward Spearman)은 대집단의 언어기술, 시공간 기술, 수학적 문제해결력을 측정하는 검사를 하나의 영역에서 높은 점수를 얻은 자가 다른 영역의 검사에서도 높은 점수를 얻게 됨을 알게 되었다. 스피어만은 이 결과를 분석하여 유사한 능력 간에는 높은 상관관계가 존재함을 알게 되었다. 즉, 어휘력 검사 점수가 높은 자는 다른 언어 능력 점수도 높을 것이라는 것이 그의 주장이다. 하지만 서로 다른 능력 범주 간의 상관관계는 낮게 나타났다. 즉, 어휘력이 매우 뛰어난 자는 수학적 문제해결력의 점수는 보통이거나 낮을 수 있는 것이다.
1900년대 초에 스피어만은 지능을 두가지로 나누어 설명하였는데, 지능은 폭넓게 사용될 수 있도록 모든 지적 활동에 포함되어 있는 단일한 추론능력(일반요인, General Factor)과 특정 과제를 수행하는 데 포함된 여러 가지 구체적인 능력(특수요인, specific factors)으로 구성되어 있다고 보았다. 즉, 다양한 언어 기술(어휘력, 독해, 철자 등)의 측정치들은 모두 일반 지능이자 동일한 특수 지능인 ‘언어 지능’을 반영하고 있기 때문에 상관도가 높다. 언어 기술의 측정은 수학적 문제해결력과는 상관이 높지 않다고 스피어만은 보았다. 그것은 두 가지의 측정치가 다소 다른 특수 능력을 다루고 있기 때문이다.
많은 현대 심리학자들이 스피어만의 g요인설을 충분한 근거로 지지하고 있으며, 정보를 빠르고 효율적으로 처리하도록 하는 것이 바로 일반요인일 것이라고 보고 있다.

### 카텔의 ‘유동성 지능’과 ‘결정성 지능’설
스피어만의 선구자적 연구가 있은 지 수십년 후에 카텔(Raymond Bernard Cattell)은 일반지능(일반능력, 일반요인)의 두 가지 명증적인 특징을 발견하였다. 첫째, 인간은 지식을 빨리 획득하고 새로운 상황에 효율적으로 적용하는 능력인 유동성 지능(Fluid Intelligence)에서 차이를 보인다. 둘째, 인간은 경험, 학교교육, 문화 등으로부터 축적한 지식과 기술을 의미하는 결정성 지능(Crystallized Intelligence)에서 차이를 보인다. 유동성 지능은 새롭고 친숙하지 않은 과제를 수행하는 데 더 중요하게 작용하며, 특히 신속한 의사결정이나 비언어적 내용과 관련이 있는 것이다. 결정성 지능은 친숙한 과제를 수행하는 데 더 중요한 영향을 미치며, 특히 언어나 사전지식과 많은 관계가 있는 것이다. 카텔은 유동성 지능이 주로 유전된 생물학적 요인의 결과인 반면에 결정성 지능은 유동성 지능과 경험에 의존하기 때문에 유전과 환경 모두의 영향을 받는다고 주장하였다.

### 인지능력에 대한 CHC(Cattell-Horn-Carroll) 이론
최근 많은 연구자들이 레이몬드 카텔의 구분을 바탕으로 지능이 세 개의 층, 혹은 위계로 구성되어 있다고 주장하면서 이 이론이 나타나게 되었다. ‘인지능력에 대한 CHC 이론’의 최상위 층에는 일반지능, 즉 g-인자가 있고, 중간층에는 유동성 지능과 결정성 지능과 다양하게 관계를 맺고 있는 9~10개 이상의 특수 능력 이 있다. 이러한 중간층 아래에는 최하위층이 있는데, 여기에는 읽기 속도, 기계에 대한 지식, 수와 연합 등 70여 개 이상의 특수 능력으로 구성되어 있다. 많은 심리학자들은 CHC 이론이 유용하다는 증거를 계속 발견하고 있으며, 학계에서도 심도있게 받아들여지고 있다.

### 하워드 가드너의 다중지능 이론
하워드 가드너(Howard Gardner)에 의하면 인간에게는 적어도 분명히 구분되는 8가지 능력인 다중지능(Multiple Intelligence) 이 있는데 음악 지능, 신체운동 지능, 논리 수학 지능, 언어 지능, 공간 지능, 대인관계 지능, 자기이해 지능 등으로 구별되어 각각 독립적으로 본다.. 또한 철학적이나 영적인 문제에 관련된 9번째 '실존지능'이 있다고 주장하는데, 이를 입증할 증거가 미약하기 때문에 중요히 받아들여지지는 않고 있다.
가드너는 이처럼 명백히 구별되는 지능의 존재를 지지하는 증거들을 제시하였다. 작곡과 같이 한 영역에서 뛰어난 재능을 가지고 있지만 다른 영역에서는 보통의 능력을 가진 자를 예시하였다. 또한, 가드너는 두뇌 손상으로 인해 특정한 지능이 결핍된 자들에 대해서도 기술했다. 언어 능력에 결함이 있는 자가 있는 반면 공간적 추론을 요구하는 과제를 수행하는 데 어려움이 있는 자들도 있었다. 일부 연구자들은 인간에게 비교적 독립적인 다양한 능력이 있다는 점에는 동의하지만, 가드너의 구분에 대해 이견을 보이기도 한다. 예를 들어 가드너가 제안한 지능들은 CHC 이론의 중간층에 해당되는 것들이다. 또한 음악이나 신체 운동과 같은 특정 영역에서의 능력 그 자체가 ‘지능’이 아니라는 견해를 피력하는 연구자들도 있다.
가드너 이론에 대한 심리학자들의 냉담한 반응 에도 불구하고, 교육학자들은 그의 이론이 인간의 잠재성에 대한 낙관적인 관점을 택하고 있기 때문에 그의 이론을 전적으로 수용하고 있다. 가드너는 학생들이 자신들이 갖고 있는 다양한 재능을 이용하여 교과목을 이해하고 학습할 수 있도록 학생들에 대한 다양한 교수법을 제공할 것을 권장한다.

### 스턴버그의 삼위일체 지능이론
스턴버그(Robert Jeffrey Sternberg)의 삼위일체 지능이론은 지능 이론 중에 가장 최근에 제기된 이론이다. 스턴버그는 세 가지의 상이한 영역이 지능을 구성한다는 의미에서 삼위일체(triarchic)이라는 용어를 사용하였다. 분석적 지능(analytical intelligence)은 학업 상황이나 지능검사에서 종종 볼 수 있는 정보와 문제에 대한 이해, 분석, 대조, 평가 등을 의미한다. 창의적 지능(creative intelligence)은 새로운 맥락 내에서 아이디어를 상상, 발견, 종합하는 것이다. 실제적 지능(practical intelligence)은 일상적인 문제와 사회적 상황을 효과적으로 처리하고 반응하는 데 사용되는 지식이나 기술이다.
또한 스턴버그는 위의 세 가지 요인이 상호작용하는 지적 행동을 제안하였는데, 이것은 상황맥락에 따라 다르게 나타난다.
1. 행동이 발생하는 환경적 맥락 : 적절하고 효과적인 행동은 문화에 따라 다르다. 예를 들어, 읽기 학습은 산업화된 사회에서는 적절하지만 농업사회에서는 크게 중요하지 않다.
2. 특정한 과제에 대한 사전 경험의 적절성 : 사전 경험은 두 가지 방법 중 하나의 형태로 지능을 향상시킬 수 있다. 첫째로, 특별한 과제에 대한 집중적인 연습은 해당 과제의 수행 속도와 효율성을 증가시킨다. 이것은 자동성(Automaticity)[48]과 관련이 있는 것이다. 둘째로, 사람은 이전 상황에서 학습한 것을 바탕으로 새로운 과제를 해결해 나간다.
3. 과제 수행에 필요한 인지 과정 : 새로운 상황을 적절하게 해석하기, 중요한 정보와 그렇지 아니한 정보를 분리하기, 다른 과제들 간의 관계성 파악하기, 피드백을 효과적으로 사용하기 등과 같은 수많은 인지 과정이 지적 행동에 포함된다. 어떤 인지 과정이 중요한가는 맥락에 달려 있으며, 개인은 당시에 요구되는 구체적인 인지 과정에 따라 지적으로 행동하게 된다.

현재의 연구자들은 스턴버그의 이론에 대해 지지도 부정도 하지 않고 있다. 일반적인 용어로 기술된 스턴버그 이론의 특정한 측면은 연구를 통해 지지되거나 부정되기 어려울 것 같다. 또한 스턴버그는 그의 이론을 지지하는 대부분의 자료가 절대적으로 객관적이지 아니하며, 비판적인 연구자들의 연구 자료가 아니라 스턴버그 자신이 이끄는 연구팀의 자료라는 것을 인정하였다. 그럼에도 불구하고 그의 이론은 지적으로 행동하는 학생들의 능력은 맥락과 사전에 학습된 지식, 그리고 과제 수행에 필요한 인지 과정에 따라 상당히 다르다는 사실을 보여준다.

### 분산지능
스피어만, 카텔, CHC, 가드너, 스턴버그의 이론은 지적행동이란 사람이 사물이나 주변인의 도움을 거의 받지 않는 상황에서 어떤 과제를 수행한다는 전제를 공통적으로 갖고 있다. 그러나 인간은 물리적, 문화적, 사회적 환경으로부터 지원을 받았을 때 훨씬 더 지적으로 사고하고 행동하는 경향이 있는데 이것이 바로 분산지능(Distributed Intelligence)이다.
인간은 자신에게 도전적인 과제를 수행할 때 “분산(Distribute)”할 수 있다. 인간은 인지적 부담의 일부를 적어도 세 가지 방법으로 전가시키는 것으로 보인다. 첫째, 인간은 다량의 정보를 조작하고 처리하기 위해 공학적 도구와 같은 물리적 산물을 이용할 수 있다. 둘째, 인간은 단어, 차트, 도표, 수학 방정식 등과 같이 그 인간이 속한 문화의 다양한 상징체계와 다른 인지적 도구를 사용하여 자신들이 직면한 상황에 대해 표상하고 생각할 수 있다. 셋째, 인간은 타인과 함께 아이디어를 탐색하고 문제를 해결할 수 있다. 사실상, 인간은 복잡하고 도전감 있는 과제와 문제를 함께 해결할 때, 지적으로 사고하는 데 도움이 된다는 문제해결 전략과 사고방식을 공유하는 것이다.
이러한 분산지능의 관점에서 볼 때, 지능은 한 개인에 내재해 있는 특징이 아니고 쉽게 측정해서 검사 점수로 요약될 수 있는 것도 아니다. 대신에 지능은 적절한 환경적 지원이 이용 가능할 경우에 증가되는 매우 가치 있고 맥락-구체적인 능력이다.

## 지능의 측정

IQ 점수의 분포

지능검사(Intelligence Test)는 인지적 기능의 현재 수준에 대한 일반적인 특징을 측정함으로써 가까운 미래의 학업성취도를 예측하거나 측정 대상자의 다양한 인지 속성을 파악하는데 사용되는 측정기법이다. 지능검사의 점수는 일정한 공식에 의해 계산되며, 이러한 점수를 ‘지능지수 점수’ 또는 IQ 점수(IQ Score)라고 한다. IQ라는 용어를 여전히 사용하고 있기는 하지만 지능검사는 더 이상 예전의 공식을 사용하여 점수를 산출하지 않는다. 대신에 지능검사 점수는 개인의 수행이 동년배 집단에 포함된 타인의 수행과 비교되어 산출된다. 지능검사 점수의 평균은 100점이다. 이 점수를 받은 학생의 수행은 동년배의 다른 학생들과 비교했을 때 중간 수준이다. 100점 이하는 동년배의 다른 학생들과 비교해서 평균 이하이며, 100점 이상은 평균 이상인 것이다.
IQ 점수의 분포도에 의하면 하위 2.3%가 70점 이하를 얻고 상위 2.3%만이 130점 이상의 점수를 얻게된다. 중앙에는 많고 양 극단에는 적은 점수 분포인 것이다. 이러한 분포는 다양한 인간의 특징을 보여준다. 심리학자들은 이러한 분포를 산출할 수 있는 IQ 점수 계산법을 만들었다. IQ 점수는 정규분포를 근거로 한 표준점수이다.

### IQ점수와 학업성취와의 상관관계
여러 연구결과는 경험적으로 IQ점수와 학업 성취 간에 상관관계가 있다는 점을 시사한다. 일반적으로 IQ점수가 높은 자는 교과목 성적과 표준화된 성취도 검사 성적이 좋고, 교육기간이 더 길다. 그러나 IQ 점수와 학업성취간의 상관관계를 해석할 때는 아래와 같은 점으로 고려해야 한다고 여러 연구자들이 말하고 있다.
- 지능이 학업성취의 직접적인 원인이라고 볼 수 없다.

IQ점수가 높은 자가 여러 과제를 잘 수행하는 경향이 있긴 하지만, 그들의 높은 성취가 그들의 지능 때문이라고 단언할 수는 없는 것이다. 지능이 학교나 사회에서의 과업수행에서 중요한 역할을 했을 것이지만, 주위 동료, 강의의 질, 가족의 자원, 또래 집단의 규준 등과 같은 다른 요인들 역시 과업 수행에 영향을 미친다.
- IQ점수와 학업성취 간의 관계는 완벽하지 않으며, 예외적인 경우가 많다.

여러 가지 이유로 IQ점수가 높은 자의 성취도가 낮고, IQ점수로 예측한 성취도보다 더 좋은 성취를 보이는 자도 많다. 또한 IQ검사는 일상적이거나 실세계의 과제 혹은 특이하고 다면적인 문제에 대한 수행을 예측하기보다는 전통적인 학업 과제에 대한 수행을 더 잘 예측하는 것으로 여겨진다.
- IQ점수는 시간이 지남에 따라 바뀔 수 있고 바뀌는 경우가 종종 발견된다.

서로 다른 시점에 시행한 두 개의 지능 검사 간의 기간이 길 수록 IQ의 가변성이 더 많은데, 특히 생애 초기에 첫 번째 검사를 받았을 경우 더욱 그러하다. IQ점수와 다른 인지검사 점수는 아동의 동기 수준이 높고 자주적 학습자일 경우나 성인이 활동을 자극하고 다양한 읽기자료를 제공할 경우에는 시간이 지남에 따라 향상되는 경향이 있다. 따라서 인간의 먼 장래의 성취를 예측할 때 IQ점수를 활용하는 것은 바람직하지 아니하다.

## 지능 발달에서의 유전과 환경
많은 심리학자의 연구들은 유전이 지능에 일부 영향을 준다고 말한다. 예를 들어, 일란성 쌍생아는 이란성 쌍생아보다 IQ점수가 유사한데, 이러한 현상은 이란성 쌍생아가 출생 직후 각기 다른 가정에 입양되어 다른 부모에 의해 양육되어도 그렇다. 그러나 이들이 지적 능력을 결정하는 단일한 IQ유전자를 물려받았을 것이라는 의미는 아니다. 오히려 이들은 특정한 인지 능력과 재능에 영향을 미치는 여러 가지 다양한 특징들을 물려받았을 것이다.
환경적 요인 역시 지능에 긍정적 혹은 부정적으로 영향을 미친다. 태아기를 포함해서 발달 초기의 영향 상태 부족이나 임산부의 과도한 음주는 낮은 IQ점수를 유도한다. 방치되고 빈곤한 가정환경에서 양육된 아동을 영향 상태를 좋게 해주고 보살펴주는 가정으로 옮겼을 때 IQ점수가 15점 이상 향상되었다. 아동의 기초적 인지 기술과 학업기술을 향상시키기 위해서 계획된 장기간의 개입 프로그램 역시 효과적이다. 단지 학교에 입학하는 것만으로도 IQ점수가 긍정적으로 향상된다. 더욱이 연구자들은 전 세계적으로 사람들의 IQ점수가 느리지만 꾸준히 향상되는 것을 발견하였는데, 이러한 경향은 더 나은 영양 상태, 소규모의 가족 구성원, 더 좋은 학교 교육, 인지적 자극의 증가, 그리고 사람들의 환경 속에 있는 다른 증가 요인들 때문일 것이다.
유전과 환경이 각기 얼마만큼 지능에 영향을 미치는지에 대해서는 오랜 기간의 논쟁이 있었다. 사실, 유전과 환경 요인은 결코 설명할 수 없는 방법으로 상호작용해서 인지발달과 지능에 영향을 미친다. 먼저, 유전자가 충분히 기능을 하기 위해서는 환경적 지원이 필요하다. 영양 부족이나 자극이 매우 제한된 상태와 같이 극도로 빈곤한 환경에서 유전적 요인은 아동의 지적 성장에 거의 영향을 미치지 못할 것이지만 좋은 환경에서는 유전자가 유의미한 영향을 미칠 것이다. 또, 유전적 요인은 환경에 따라 영향을 미칠 수도 있고 그렇지 않을 수도 있다. 예를 들어, 유전적으로 언어에 장애가 있는 일부 장애인들은 독해 기술을 획득하기 위해 잘 짜여진 학습 환경이 필요하지만, 일반인들은 환경의 질에 크게 관계 없이 독해 기술을 습득할 수 있을 것이다. 마지막으로, 인간은 자신의 유전적 능력과 일치하는 환경적 조건을 찾는 경향이 있다. 예를 들어, 유전적으로 추론 능력이 매우 우수한 자는 고급수학 강좌를 신청할 것이고 그 강좌의 강의에 따라 그의 유전적 재능이 개발될 것이다. 그러나 평균적인 인간은 그러한 도전을 하지 아니할 것이고, 그에 따라 수학적 기술을 계발할 기회가 적어질 것이다.

## 지능에서의 문화와 인종의 다양성
역사적으로 미국에서 일부 인종집단은 지능검사에서 다른 인종 집단보다 평균적으로 더 좋은 수행을 보였다. 대부분의 전문가들은 IQ에서 그러한 집단 간의 차이는 환경적 차이, 좀 더 구체적으로 말하자면 출산 전후의 영양에 영향을 미치는 경제적 여건, 지적 발달을 자극하는 도서와 장난감의 이동 가능성, 교육적 기회의 접근성 등의 차이에 있을 것이라는 데 동의한다. 게다가 다양한 집단들 간에는 최근 IQ점수가 평균적으로 비슷해지는 경향이 있는데, 이것은 환경적 여건이 다소 유사해지고 있다는 데서 원인을 찾아볼 수 있을 것이다.
그러나 인종 집단 간에는 지능에 대한 관점이 다소 다르며, 그에 따라 계발시키는 지능의 영역 역시 다르다는 사실에 유의해야 한다. 대부분의 유럽계 성인들은 지능이 인간의 학업성취와 성인의 직업적 성공에 영향을 미치는 주된 요인이라고 여긴다. 반면에 많은 아프리카계, 아시아계, 히스패닉계, 그리고 북미 원주민들은 지능에는 학업 기술은 물론 조화로운 대인관계 유지하기나 도전적인 과제를 성취하기 위해 효과적으로 협력하기 등과 같은 사회적 기술도 포함된다고 여긴다. 아시아의 불교와 유교 사회에서는 강한 도덕적 가치 획득과 사회에 대한 의미 있는 기여를 지능에 포함시킨다.
지능이 반영된 행동에는 문화적 차이 역시 존재한다. 예를 들어, 전통적인 지능검사는 특정 검사 항목에 대한 속도를 중시한다. 정확하고 신속하게 반응한 아동이 높은 점수를 받는다. 그러나 일부 문화에서는 속도보다도 철저함에 가치를 두고 매우 신속하게 완성된 성취를 의심하는 경향이 있다. 또 다른 예로 주류 서구 문화에서는 우수한 언어 기술을 높은 지능으로 간주한다. 그러나 모든 문화에서 그렇게 생각하는 것은 아니다. 많은 일본인과 퀘벡 북부의 이누이트 사람들은 말을 많이 하는 것을 미성숙하거나 지능이 낮은 것으로 해석한다. 한 연구자가 퀘벡 북부의 이누이트 아동들이 다니는 학교의 교사에게 연령에 비해 언어 능력에 비해 언어 능력이 매우 우수한 아동에 대해 설명해 주라고 요구했을 때, 교사는 다음과 같이 답변하였다.
그 아이가 학습에 문제가 있다고 생각하시나요? 언어 능력이 우수한 아동 중에는 스스로 말을 멈출 수 있을 만큼 지능이 높지 않아요. 그들은 말을 언제 멈추어야 할지를 모르죠.

교사는 교사 자신의 지능에 대한 관점이 다른 문화 출신의 학생과 가족이 생각하는 지능에 대한 관점과 차이가 있다는 것에 유의해야 하는 것이다.

## 누진지체현상
아동기에 지능 및 심리적 정서적 발달에서 아동의 관심,아동에대한 안정적인 격려등을 통한 보상교육 프로그램에 있어서 누진지체현상(progressive retardation)은 이러한 아동발달에 있어서 사회와 가정의 심리학적으로 배려가 중요하다는 것을 보여주고있다고 알려져있다.

## 같이 보기
- 지도력
- 지성(知性, en:Intellect)
- 인공지능
- 지능 지수
- 교육심리학